# Týdeus
Týdeus (latinsky Tydeus) je v řecké mytologii synem kalydónského krále Oinea. Jeho matkou byla druhá králova manželka Periboia.
Byl ještě velmi mladý, když v prchlivé hádce zabil dva své příbuzné a musel proto nahonem Kalydón opustit. Uchýlil se do Argu, kde ho přijal tehdejší král Adrástos až tak přátelsky, že se Týdeus po čase stal manželem královy mladší dcery Déipyly. Ta mu později dala syna jménem Diomédés, který se stal jedním z hrdinů trojské války.
Ve stejné době se objevil v Argu Polyneikés, syn thébského krále Oidipa. Bylo to v pohnuté době, kdy slepý Oidipus po zveřejnění jeho těžkých osudových provinění byl vyhnán lidem i svými syny z bohatých, opevněných Théb a odešel do vyhnanství provázen jenom dcerou Antigonou. Mezi Polyneikem a jeho bratrem Eteoklem propukl spor a následnictví, Eteoklés a jeho strýc Kreón vyhnali Polyneika z Théb a on hledal spojence pro znovuzískání svých práv v Argu.
Král Adrástos ho přijal stejně jako dříve Týdea, dal Polyneikovi za ženu svou druhou dceru Argeiu. Pak oba zeťové přemlouvali Adrásta, aby jim pomohl dobýt zpět jejich města. Dojednáno, první se budou dobývat Théby a potom Kalydón. Tak bylo shromážděno vojsko v čele se sedmi chrabrými bojovníky pro válku známou jako Sedm proti Thébám. Byli to kromě Adrásta, Týdea a Polyneika dále: Kapaneus, Hippomedón, věštec Amfiaráos a Parthenopaios.
Jejich výprava však jim přinesla katastrofu, všichni velící hrdinové před branami Théb padli, přežil z nich jediný Adrástos. Padl i Týdeus, přes velkou ochranu bohyně Athény. Byl zraněn thébským bojovníkem Melanippem, kterého vzápětí zabil Amfiaráos. Uťal Melanippovi hlavu a nesl ji Týdeovi, který pozřením mozku nepřítele zachová svůj život. V té chvíli se blížila bohyně Athéna a když viděla tu odpudivou scénu, vylila na zem čarovný lék, který měl Týdeův život ochránit, a Týdeus na následky svého zranění v bolestech zemřel.
Théby se ubránily, ne však nadlouho. Po deseti letech synové slavných dobyvatelů z války Sedm proti Thébám sešikovali výpravu Epigoni|Epigonů (Potomků). Padlým byl tentokrát jenom syn Adrástův, ostatní přežili. Brány Théb byly prolomeny, hradby pobořeny, město pokořeno.